# 丘野ゆうじ
丘野 ゆうじ（おかの ゆうじ）は、日本のライトノベル作家である。東京都練馬区出身。医学書編集者・失業者・零細文筆業者を経て、小説の執筆を開始し、1991年に刊行された『星魔バスター 闘士覚醒』（集英社・スーパーファンタジー文庫）でデビューを果たした。以後、事実上の集英社専属となり現在はスーパーダッシュ文庫で執筆している。

## 執筆

### 執筆スタイル
執筆に際しては、何かしらの超常能力などを持っているキャラクターが登場する作品を執筆している関係上、キャラクター設定が先行することが多いと話している。しかし、『ハイランディア』のような、背景世界から執筆を開始した作品も存在している。

### 影響
読者からは菊地秀行などの影響を受けていると指摘された経験があるものの、丘野自身は物心ついてから接してきた多種多様な作品全てに影響を受けているため、具体的に特定の作品に影響を受けている感覚は持っていないと話している。その一方で、アクションが好きになった原因として、望月三起也の漫画『ワイルド7』を挙げている。

## 作風
ライトノベルにおいてはスタンダードな「光と闇の戦い」、「超能力バトル」などを主に描く。
キャラクター造形にこだわりがあり、ただかっこいいだけのヒーローではなく、生活苦に追われたり、エロ本に没頭するなど、日常の情けない姿をも必ず描き、登場人物に個性を与えている。世界観よりも、まずキャラクター設定が先行するとのこと。
話は基本的に暗く重く、一般人の犠牲者は凄惨な死に様を見せる。特にデビュー作の『星魔バスター』や、『ハイランディア』ではそれが顕著であり、知人から「残酷すぎる」との指摘をうけたこともあるが、本人は「ライトノベルならこれぐらいは普通」、「戦争を扱うならこういった表現は避けて通れない」と考えている。話は重いが、キャラクターたちは明るく、ハッピーエンドが基本である。
ストーリーの端々に、人種差別、宗教問題、受験戦争など、社会風刺を絡める事が多い。

## 作品リスト

### スーパーファンタジー文庫
- 星魔バスター（全9巻＋外伝1巻）
- ネオ・エンジェルズ（全4巻）
- スターウィザード（全7巻）
- こちらエルフ探偵社（全3巻）
- PAIN KILLER（全2巻）
- 闇に降る影（全1巻）
- ハイランディア（全12巻、未完。）

### スーパーダッシュ文庫
- ぱられるロイド☆ヒトミ（2巻）
- TOKYOゼロ・ハンター（3巻）
- TOKYOゼロ・ハンターS（2巻）
- Blue Rainbow（2巻）
- 鏡よカガミ!?（単巻）
- パラレル・トラブラーズ（全4巻）
- ぼくとこりんと夏の影（2巻）
- P.P.POLICE（1巻-）
- ダーク・グリモワール（1巻-）